# اپ‌هئوسدن
اپ‌هئوسدن (به هلندی: Opheusden) یک منطقهٔ مسکونی در هلند است که در نیدر-بیتووه واقع شده‌است. اپ‌هئوسدن ۶٬۰۰۰ نفر جمعیت دارد.